# Ridin' Wild
Ridin' Wild er en amerikansk stumfilm fra 1922 af Nat Ross.

## Medvirkende
- Hoot Gibson som Cyril Henderson
- Edna Murphy som Grace Nolan
- Wade Boteler som Art Jordan
- Jack Walker som George Berge
- Otto Hoffman som Andrew McBride
- Wilton Taylor som Nolan
- Bert Wilson som Alfred Clark